# Paraliostola durantoni
Paraliostola durantoni là một loài bọ cánh cứng trong họ Cerambycidae.